# China Open 2017 - Qualificazioni singolare maschile
Le qualificazioni del singolare maschile del China Open 2017 sono state un torneo di tennis preliminare per accedere alla fase finale della manifestazione. I vincitori dell'ultimo turno sono entrati di diritto nel tabellone principale. In caso di ritiro di uno o più giocatori aventi diritto a questi sono subentrati i lucky loser, ossia i giocatori che hanno perso nell'ultimo turno, ma che avevano una classifica più alta rispetto agli altri partecipanti che avevano comunque perso nel turno finale.

## Teste di serie
1. Borna Ćorić (ultimo turno)
2. Rogério Dutra da Silva (ultimo turno)
3. Steve Darcis (qualificato)
4. Malek Jaziri (qualificato)

1. Dušan Lajović (qualificato)
2. Jérémy Chardy (primo turno)
3. Serhij Stachovs'kyj (ultimo turno)
4. Peter Polansky (ultimo turno)

## Qualificati
1. Marcel Granollers
2. Dušan Lajović

1. Steve Darcis
2. Malek Jaziri

## Tabellone

### Legenda
| - Q = Qualificato - WC = Wild card - LL = Lucky loser | - ALT = Alternate - SE = Special Exempt - PR = Protected Ranking | - w/o = Walkover - r = Ritirato - d = Squalificato |

### Sezione 1
|  | Primo turno | Primo turno       | Primo turno       | Primo turno | Primo turno |  |  | Ultimo turno | Ultimo turno      | Ultimo turno      | Ultimo turno | Ultimo turno |  |
|  |             |                   |                   |             |             |  |  |              |                   |                   |              |              |  |
|  | 1           | Borna Ćorić       | Borna Ćorić       | 6           | 6           |  |  |              |                   |                   |              |              |  |
|  | Alt         | Marcos Giron      | Marcos Giron      | 3           | 4           |  |  | 1            | Borna Ćorić       | Borna Ćorić       | 3            | 4            |  |
|  | Alt         | Marcel Granollers | Marcel Granollers | 6           | 6           |  |  | Alt          | Marcel Granollers | Marcel Granollers | 6            | 6            |  |
|  | 6           | Jérémy Chardy     | Jérémy Chardy     | 3           | 2           |  |  |              |                   |                   |              |              |  |

### Sezione 2
|  | Primo turno | Primo turno            | Primo turno            | Primo turno | Primo turno |  |  | Ultimo turno | Ultimo turno           | Ultimo turno | Ultimo turno | Ultimo turno |  |
|  |             |                        |                        |             |             |  |  |              |                        |              |              |              |  |
|  | 2           | Rogério Dutra da Silva | Rogério Dutra da Silva | 6           | 6           |  |  |              |                        |              |              |              |  |
|  | WC          | Te Rigele              | Te Rigele              | 0           | 4           |  |  | 2            | Rogério Dutra da Silva | 3            | 7            | 3            |  |
|  |             | Alessandro Giannessi   | 3                      | 6           | 3           |  |  | 5            | Dušan Lajović          | 6            | 5            | 6            |  |
|  | 5           | Dušan Lajović          | 6                      | 3           | 6           |  |  |              |                        |              |              |              |  |

### Sezione 3
|  | Primo turno | Primo turno    | Primo turno  | Primo turno | Primo turno |  |  | Ultimo turno | Ultimo turno   | Ultimo turno | Ultimo turno | Ultimo turno |  |
|  |             |                |              |             |             |  |  |              |                |              |              |              |  |
|  | 3           | Steve Darcis   | Steve Darcis | 6           | 6           |  |  |              |                |              |              |              |  |
|  | WC          | Sun Fajing     | Sun Fajing   | 4           | 2           |  |  | 3            | Steve Darcis   | 5            | 7            | 6            |  |
|  | Alt         | Ivan Dodig     | 6            | 5           | 0r          |  |  | 8/Alt        | Peter Polansky | 7            | 6            | 4            |  |
|  | 8/Alt       | Peter Polansky | 4            | 7           | 0           |  |  |              |                |              |              |              |  |

### Sezione 4
|  | Primo turno | Primo turno         | Primo turno   | Primo turno | Primo turno |  |  | Ultimo turno | Ultimo turno        | Ultimo turno        | Ultimo turno | Ultimo turno |  |
|  |             |                     |               |             |             |  |  |              |                     |                     |              |              |  |
|  | 4           | Malek Jaziri        | Malek Jaziri  | 6           | 6           |  |  |              |                     |                     |              |              |  |
|  | WC          | Zhang Zhizhen       | Zhang Zhizhen | 4           | 1           |  |  | 4            | Malek Jaziri        | Malek Jaziri        | 6            | 7            |  |
|  |             | Thiago Monteiro     | 7             | 5           | 3           |  |  | 7            | Serhij Stachovs'kyj | Serhij Stachovs'kyj | 4            | 67           |  |
|  | 7           | Serhij Stachovs'kyj | 64            | 7           | 6           |  |  |              |                     |                     |              |              |  |